# 藤井種太郎
藤井 種太郎（ふじい たねたろう、1881年（明治14年）11月22日 - 1968年（昭和43年）6月22日）は、日本の教育者。宮中顧問官。文学博士。

## 経歴
兵庫県出身。1903年（明治36年）、陸軍歩兵少尉となり、日露戦争では歩兵第40連隊に属して出征し、中尉に昇進した。1908年（明治41年）、広島高等師範学校英語部を卒業し、さらに1911年（明治44年）に京都帝国大学文科大学哲学科を卒業。明治専門学校（現在の九州工業大学）生徒監・教授を務め、1918年（大正7年）に学習院教授に就任。さらに広島高等師範学校教授、広島文理科大学教授を歴任した。1932年（昭和7年）からは宮内省に入り、皇后宮職、皇子御養育掛長を務め、1937年（昭和12年）に宮中顧問官に任命された。さらに内親王傅育掛長を務めた。また1933年（昭和8年）には文学博士号を受けた。
戦後は福岡学芸大学（現在の福岡教育大学）学長を務めた。

## 著書
- 『カント倫理の批判』（目黒書店、1934年）

## 栄典
- 1940年（昭和15年）8月15日 - 紀元二千六百年祝典記念章[3]